# Trasparente (Scialpi)
Trasparente è un album discografico del cantante italiano Scialpi, pubblicato dalla RCA nel 1990.
Con il brano Il grande fiume partecipa al programma televisivo Azzurro 1990 classificandosi al primo posto con la Squadra Rosa e poi anche al Festivalbar 1990.

## Tracce
Lato A
1. Les affaires sont les affaires (B. Dati, F. Migliacci, Scialpi, Thoty, S. Borzi)
2. Brava gente (B. Dati, Scialpi, Thoty, S. Borzi)
3. Perché sì (B. Dati, Scialpi, Thoty, S. Borzi)
4. Brucia brucia (F. Migliacci, Scialpi, Thoty, S. Borzi)
5. Mio tesoro (Scialpi)

Lato B
1. Il grande fiume (F. Migliacci, Thoty, S. Borzi)
2. Giò (B. Dati, Scialpi, Thoty, S. Borzi)
3. Povero illuso (B. Dati, Scialpi, Thoty, S. Borzi)
4. Ritornerai (B. Dati, Scialpi, Thoty, S. Borzi)
5. Cigarettes and Coffee (F. Migliacci, Scialpi)

## Formazione
- Scialpi – voce
- Massimo Pacciani – percussioni
- Salvatore Vitale – chitarra, cori
- Emanuela Borzi – batteria
- Luciano Ciccaglioni – chitarra
- Stefano Borzi – tastiera
- Paul Harvey – chitarra
- Roberto Gallinelli – basso, cori
- Sergio Barlozzi – batteria
- Marco Rinalduzzi – chitarra
- Fernando Brusco – tromba
- Mauro Parodi – trombone
- Giancarlo Porro – sassofono tenore
- Claudio Pizzale – sax alto
- Claudio Wally Allifranchini – sax alto
- Laura Arzilli, Charlie Cannon, Orlando Johnson, Augusto Giardino, Perry Moore, Antonella De Grossi, Stefania De Grossi, David Cameron, Patty Johnson, Fulvio Mancini – cori